# Aphrastura masafuerae
Aphrastura masafuerae là một loài chim hiếm đặc hữu đảo Alejandro Selkirk (Isla Más Afuera) của quần đảo Juan Fernández. Đây là thành viên của họ Furnariidae và là một trong hai loài trong chi Aphrastura. Môi trường sống tự nhiên của chúng là rừng cây bụi miền núi ẩm, với dương xỉ (Dicksonia externa, Lophosoria quadripinnata) chiếm ưu thế, ở độ cao 800–1300 m trên mực nước biển.
A. masafuerae bay theo cặp trong khi kiếm động vật chân khớp để ăn; chúng kiếm mồi trong tầng rừng thấp, có lúc xuống cả mặt đất để tìm mồi dưới lớp mùn bã lá cây. Chúng xây tổ ở nơi có độ cao lớn (trên 1200 m), trong những kẽ đá tự nhiên.
A. masafuerae là một loài bị đe dọa cực kì nguy cấp. Trong những cuộc nghiên cứu thập niên 1980, người ta tìm thấy 500-1000 con, nhưng đến năm 1992 thì còn 200 và đến năm 2002 thì chỉ 140 con. Chúng bị đe dọa bởi những loài du nhập, nhất là dê, chuột cống và mèo hoang, những loài đã phá hại môi trường sống của chúng.